# Alexander Hurd
Alexander Brengle „Alex” Hurd (ur. 21 lipca 1910 w Montrealu, zm. 28 maja 1982 w Tampie) – kanadyjski łyżwiarz szybki, dwukrotny medalista olimpijski.

## Kariera
Największe sukcesy w karierze Alexander Hurd osiągnął w 1932 roku, kiedy podczas igrzysk olimpijskich w Lake Placid zdobył dwa medale. W biegu na 1500 m wyprzedził go tylko Jack Shea z USA, a w biegu na 500 m przegrał tylko z Shea i Norwegiem Berntem Evensenem. Został tym samym pierwszym kanadyjskim medalistą w łyżwiarstwie szybkim. Na tych samych igrzyskach był też siódmy na dystansach 5000 m i 10 000 m. Poza sportem Hurd pracował jako górnik. Miał szansę pojechać na igrzyska olimpijskie w Garmisch-Partenkirchen w 1936 roku, jednak pracodawca odmówił sfinansowania wyjazdu, a samego zawodnika nie było na to stać. W 1932 roku wystąpił także na mistrzostwach świata w Lake Placid, ale nie zakwalifikował się do finału. Był to jego jedyny start w zawodach tego cyklu.